# Endeavour (Raumfähre)

Endeavour-Logo

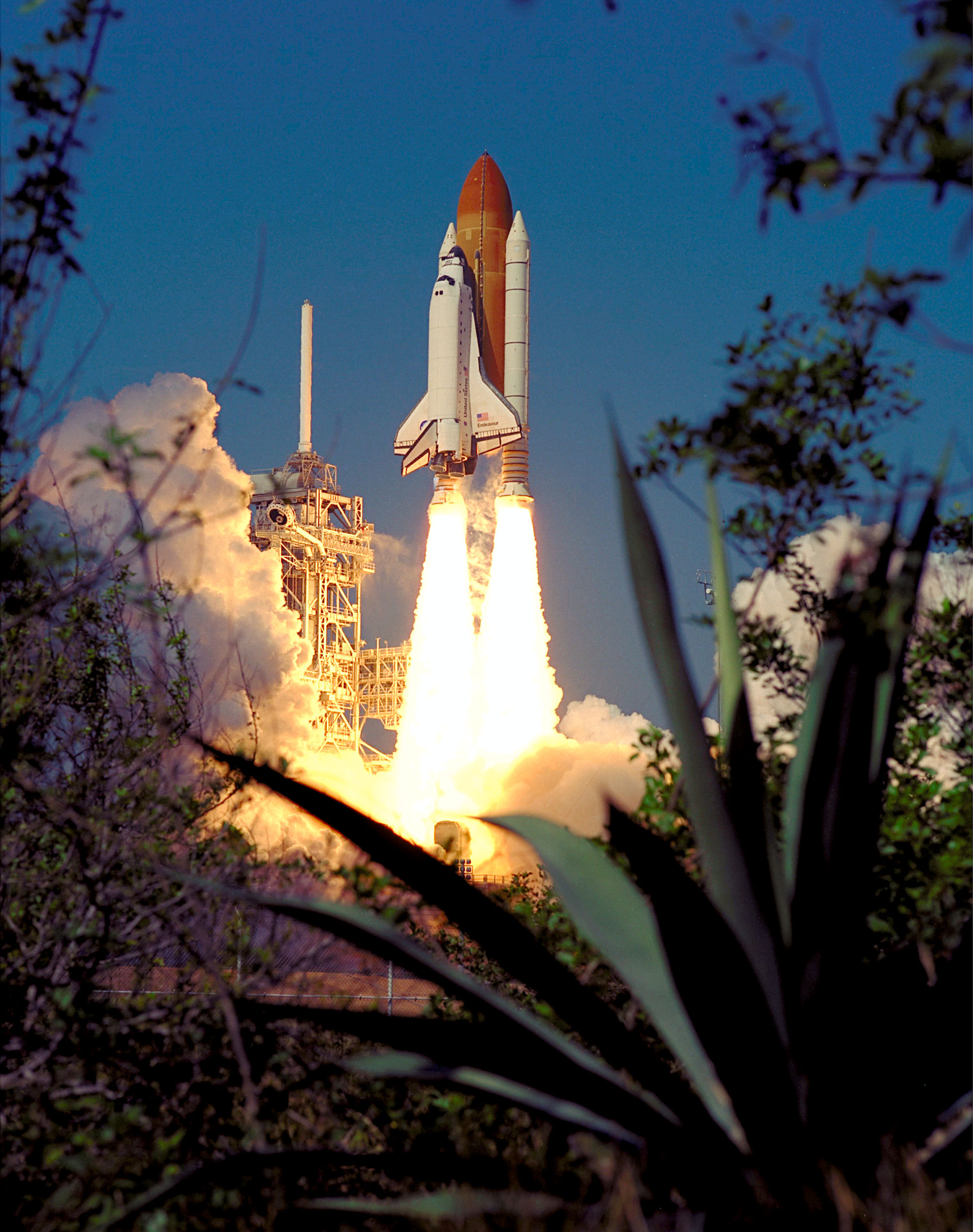
Die Endeavour startet zur Erdbeobachtungsmission STS-99

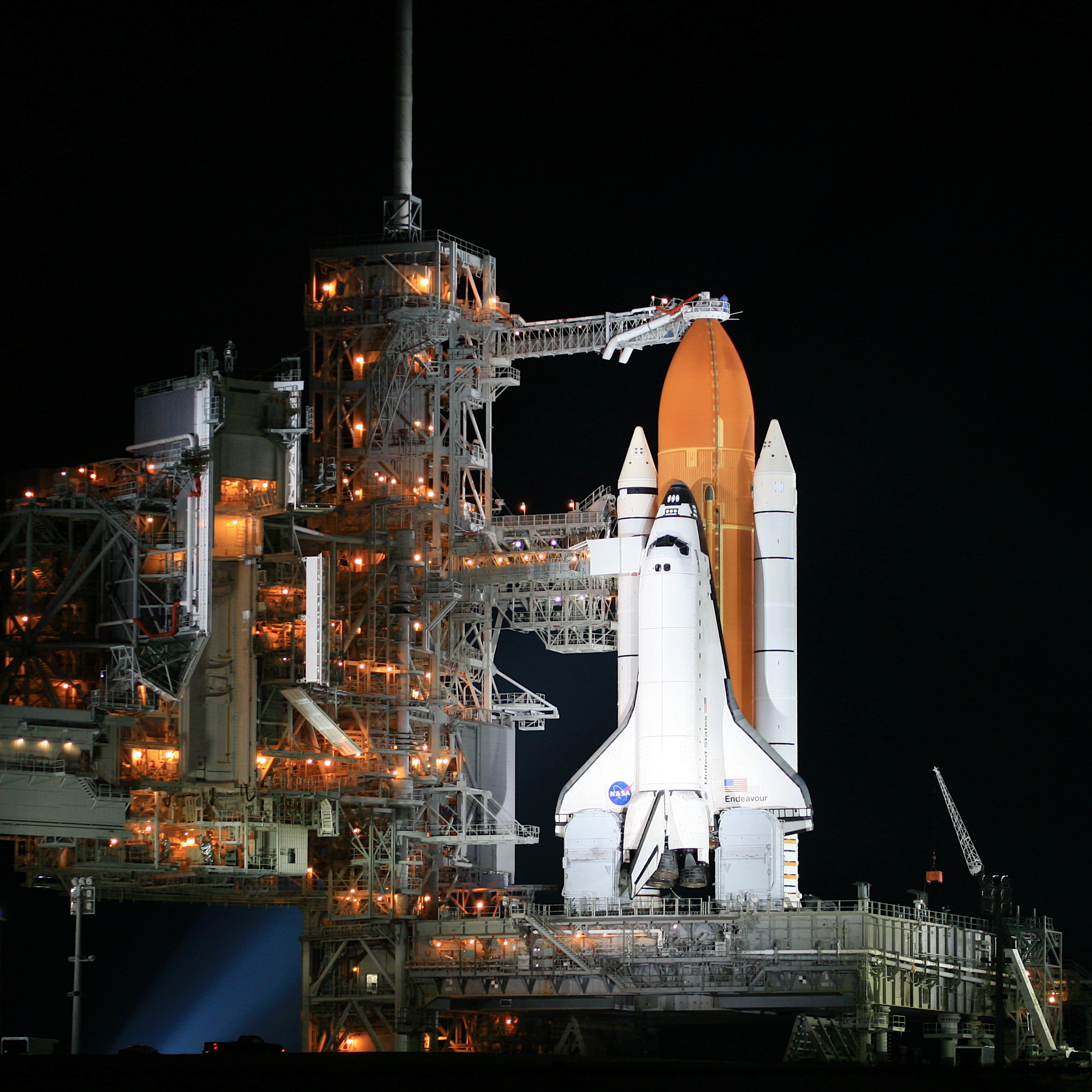
Die Endeavour vor dem Start der Mission STS-118

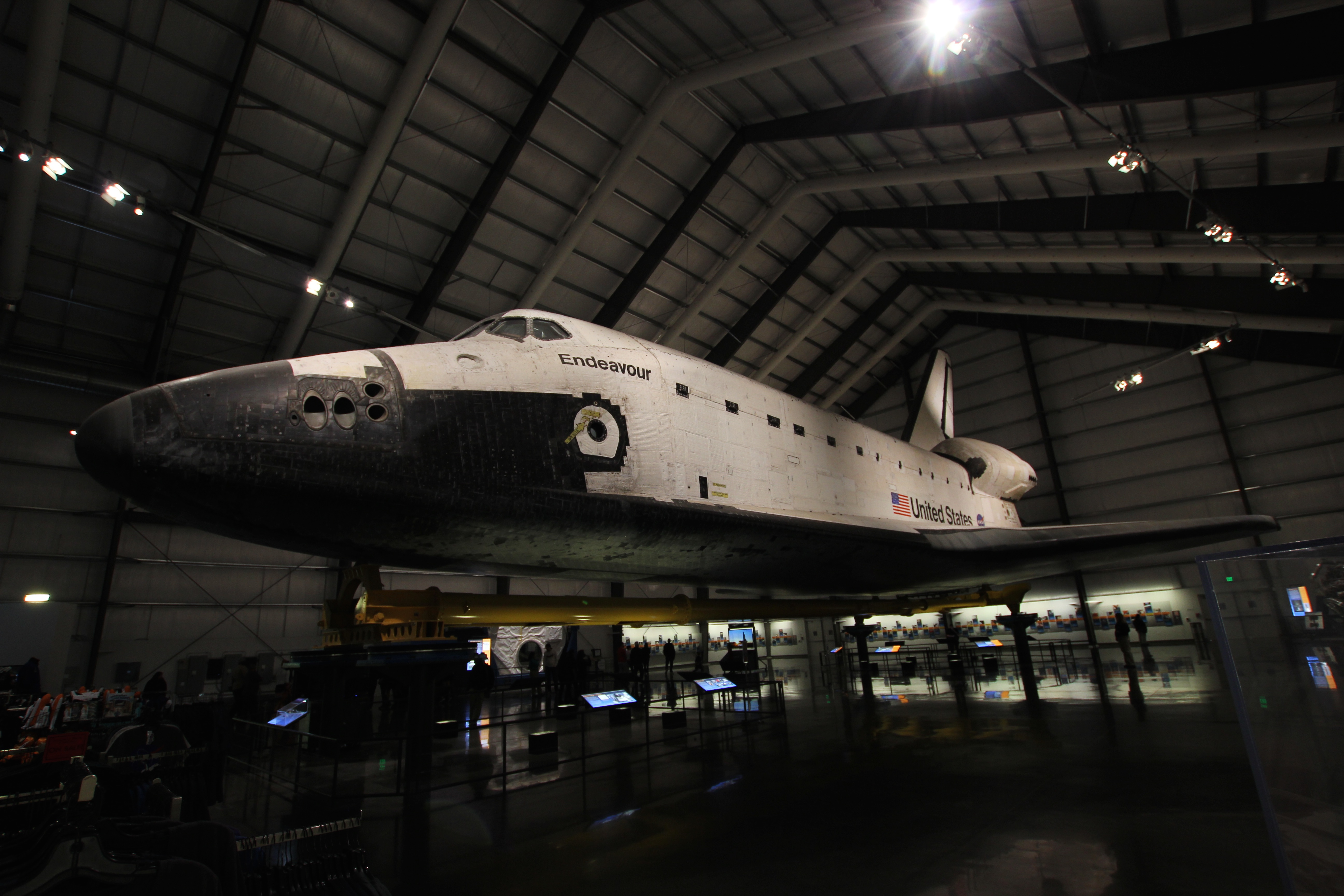
Die Endeavour im California Science Center

Das Space Shuttle Endeavour (englisch für Bemühen, Anstrengung) wurde am 25. April 1991 als Ersatz für die Raumfähre Challenger fertiggestellt und hatte seinen Jungfernflug am 7. Mai 1992. Seine interne Bezeichnung lautet OV-105. Der letzte Start fand am 16. Mai 2011 um 14:56 Uhr MESZ statt, die letzte Landung am 1. Juni 2011 um 8:35 Uhr MESZ in Florida. Die erste Besatzung des CrewDragon war bereits mit dem Shuttle Endeavour im All gewesen und benannte ihr Raumschiff entsprechend auch Endeavour.

## Geschichte
Der Name für die Raumfähre wurde durch einen Schülerwettbewerb gefunden, an dem insgesamt 71.652 Schüler teilnahmen. Im Mai 1989 verkündete US-Präsident George H. W. Bush den Namen Endeavour nach dem gleichnamigen ersten Schiff von James Cook (daher auch die britische Schreibweise anstelle der im amerikanischen Englisch richtigen Schreibweise Endeavor).
Die Endeavour wurde von Rockwell International gebaut und kostete insgesamt 2,2 Milliarden US-Dollar. Sie absolvierte 25 erfolgreiche Flüge. Als letzte fertiggestellte Raumfähre des Programms absolvierte sie zwar unter den erhalten gebliebenen Orbitern die wenigsten Flüge und auch weniger als die verunglückte Columbia, war aber dennoch an mehr Außenbordeinsätzen beteiligt als alle anderen Shuttles.
Zuletzt wurde das Shuttle zwischen Dezember 2003 und Oktober 2005 grundüberholt (Orbiter Major Modification Period) und erhielt dabei wichtige technische und sicherheitsrelevante Verbesserungen. Neben dem sogenannten Gläsernen Cockpit, einer mit mehreren frei belegbaren Monitoren ausgerüsteten Instrumententafel, erhielt die Endeavour dabei ein verbessertes Navigationssystem zur Positionsbestimmung und die aus den Empfehlungen des „Columbia Accident Investigation Boards“ resultierende Robotarm-Verlängerung Orbiter Boom Sensor System (OBSS).
Nach ihrer letzten Mission im Mai/Juni 2011 wurde die Raumfähre mit Ende des amerikanischen Shuttle-Programms als Museumsstück dem California Science Center in Los Angeles zugewiesen und ist dort seit Oktober 2012 ausgestellt.
Wichtige Missionen:
- Hubble Space Telescope Servicing Mission 1, STS-61 (Dezember 1993) – Korrektur der fehlerhaften Optik
- Shuttle Radar Topography Mission, STS-99 (Februar 2000)

## Missionen
| Nr. | Start              | Bezeichnung | Emblem           | Besatzung |
| --- | ------------------ | ----------- | ---------------- | --- |
| 1   | 7. Mai 1992        | STS-49      | Logo von STS-49  | Daniel Brandenstein, Kevin Chilton, Pierre Thuot, Kathryn Thornton, Richard Hieb, Thomas Akers, Bruce Melnick      |
| 2   | 12. September 1992 | STS-47      | Logo von STS-47  | Robert Gibson, Curtis Brown, Mark Lee, Jan Davis, Jerome Apt, Mae Jemison, Mamoru Mōri                             |
| 3   | 13. Januar 1993    | STS-54      | Logo von STS-54  | John Casper, Donald McMonagle, Mario Runco, Gregory Harbaugh, Susan Helms                                          |
| 4   | 21. Juni 1993      | STS-57      | Logo von STS-57  | Ronald Grabe, Brian Duffy, David Low, Nancy Currie, Peter Wisoff, Janice Voss                                      |
| 5   | 2. Dezember 1993   | STS-61      | Logo von STS-61  | Richard Covey, Kenneth Bowersox, Story Musgrave, Kathryn Thornton, Claude Nicollier, Jeffrey Hoffman, Thomas Akers |
| 6   | 9. April 1994      | STS-59      | Logo von STS-59  | Sidney Gutierrez, Kevin Chilton, Linda Godwin, Jerome Apt, Michael Clifford, Thomas Jones                          |
| 7   | 30. September 1994 | STS-68      | Logo von STS-68  | Michael Baker, Terrence Wilcutt, Thomas Jones, Steven Smith, Daniel Bursch, Peter Wisoff                           |
| 8   | 2. März 1995       | STS-67      | Logo von STS-67  | Stephen Oswald, William Gregory, Tamara Jernigan, John Grunsfeld, Wendy Lawrence, Ronald Parise, Samuel Durrance   |
| 9   | 7. September 1995  | STS-69      | Logo von STS-69  | David Walker, Kenneth Cockrell, James Voss, James Newman, Michael Gernhardt                                        |
| 10  | 11. Januar 1996    | STS-72      | Logo von STS-72  | Brian Duffy, Brent Jett, Leroy Chiao, Daniel Barry, Winston Scott, Kōichi Wakata                                   |
| 11  | 19. Mai 1996       | STS-77      | Logo von STS-77  | John Casper, Curtis Brown, Daniel Bursch, Marc Garneau, Mario Runco, Andrew Thomas                                 |
| 12  | 23. Januar 1998    | STS-89      | Logo von STS-89  | Terrence Wilcutt, Joe Edwards, Bonnie Dunbar, Michael Anderson, James Reilly, Salischan Scharipow                  |
| 13  | 4. Dezember 1998   | STS-88      | Logo von STS-88  | Robert Cabana, Frederick Sturckow, Nancy Currie, Sergei Krikaljow, James Newman, Jerry Ross                        |
| 14  | 11. Februar 2000   | STS-99      | Logo von STS-99  | Kevin Kregel, Dominic Gorie, Janet Kavandi, Janice Voss, Mamoru Mōri, Gerhard Thiele                               |
| 15  | 1. Dezember 2000   | STS-97      | Logo von STS-97  | Brent Jett, Michael Bloomfield, Marc Garneau, Carlos Noriega, Joseph Tanner                                        |
| 16  | 19. April 2001     | STS-100     | Logo von STS-100 | Kent Rominger, Jeffrey Ashby, Umberto Guidoni, Chris Hadfield, Juri Lontschakow, Scott Parazynski, John Phillips   |
| 17  | 5. Dezember 2001   | STS-108     | Logo von STS-108 | Dominic Gorie, Mark Kelly, Linda Godwin, Daniel Tani                                                               |
| 18  | 5. Juni 2002       | STS-111     | Logo von STS-111 | Kenneth Cockrell, Paul Lockhart, Franklin Chang-Diaz, Philippe Perrin                                              |
| 19  | 24. November 2002  | STS-113     | Logo von STS-113 | James Wetherbee, Paul Lockhart, Michael López-Alegría, John Herrington                                             |
| 20  | 8. August 2007     | STS-118     | Logo von STS-118 | Scott Kelly, Charles Hobaugh, Barbara Morgan, Richard Mastracchio, Tracy Caldwell, Dafydd Williams, Alvin Drew     |
| 21  | 11. März 2008      | STS-123     | Logo von STS-123 | Dominic Gorie, Gregory H. Johnson, Robert Behnken, Michael Foreman, Richard Linnehan, Takao Doi                    |
| 22  | 15. November 2008  | STS-126     | Logo von STS-126 | Christopher Ferguson, Eric Boe, Stephen Bowen, Heidemarie Stefanyshyn-Piper, Donald Pettit, Shane Kimbrough        |
| 23  | 15. Juli 2009      | STS-127     | Logo von STS-127 | Mark Polansky, Douglas Hurley, Christopher Cassidy, Thomas Marshburn, David Wolf, Julie Payette                    |
| 24  | 8. Februar 2010    | STS-130     | Logo von STS-130 | George Zamka, Terry Virts, Robert Behnken, Kathryn Hire, Nicholas Patrick, Stephen Robinson                        |
| 25  | 16. Mai 2011       | STS-134     | Logo von STS-134 | Mark Kelly, Gregory H. Johnson, Michael Fincke, Greg Chamitoff, Andrew Feustel, Roberto Vittori                    |

## Trivia
Das Shuttle hatte eine kleine Rolle in dem Film The Core.
In dem Film Moonfall wird die ausgemusterte Endeavour 2021 für eine Mondmission reaktiviert.
Der kleine Maulwurf, eine Zeichentrickfigur, wurde von Andrew Jay Feustel auf die letzte Mission in Form eines Plüschtiers mitgeführt und dem Erfinder, Zdeněk Miler, nach der Rückkehr übergeben.
Zu Ehren des Shuttles Endeavour benannten die beiden Astronauten der Mission SpX-DM2 ihre Dragon-Kapsel in der Erdumlaufbahn in Endeavour um. Beide hatten ihre ersten Raumflüge mit diesem Shuttle unternommen.
Die Endeavour existiert als Modell im Flugsimulator X-Plane und kann dort zur Simulation eines Wiedereintritts genutzt werden.